# Bois-Franc
Bois-Franc è un comune del Canada, situato nella provincia del Québec, nella regione di Outaouais.